# Никандр, Маркиан и Дария
Никандр, Маркиан и Дария (погибли 17 июня 303 года) — святые мученики из Венафро. День  памяти — 17 июня.

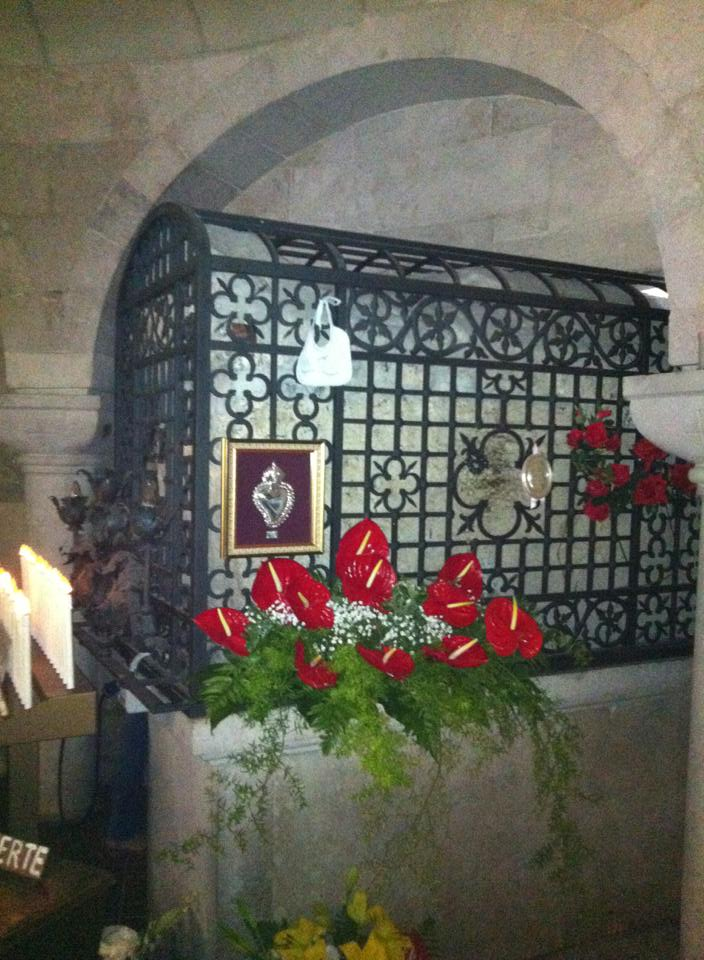
Крипта святых мучеников

Никандр и Маркиан были римскими воинами, вероятно, родом из Мезии (сегодняшняя Болгария), стоявшими в Венафро. По преданию Дарья была женой Никандра. Осознавая риски, связанные со своим выбором, они приняли христианскую веру. Они были схвачены и приговорены к смертной казни за то, что не хотели отречься от своей веры.
В Римском Мартирологе, на самом деле сообщается о мучениках Никандре и Маркиане, но не о мученичестве Дарии, которое отражено, в основном, в народной предании. Согласно преданию, св.Никандр отказался принести в жертву языческим богам, подтвердив веру во Христа, будучи поощряем именно своей женой. Дарья примет мученическую кончину через несколько дней, но Римский мартиролог об этом не упоминает.